# 猪熊通

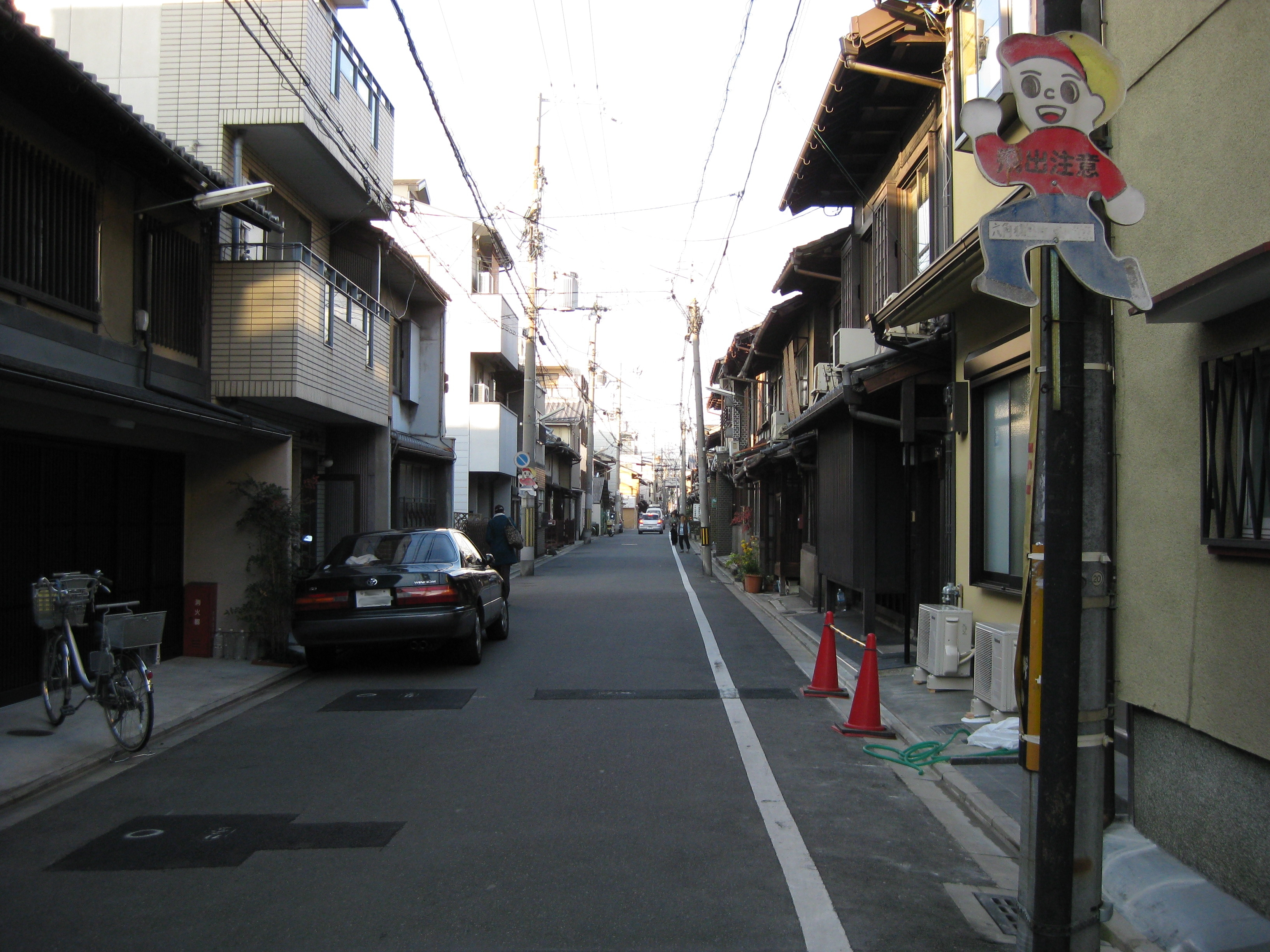
猪熊通

猪熊通（いのくまどおり）は、京都市内の南北の通りの一つ。平安京の猪隈小路にあたる。堀川通の西方で大宮通の東に位置し、北区の御薗橋西詰（御薗橋通と加茂街道の交差点）から南区の十条通まで通じる。南の延長は久世橋通の一筋南まで伸びる。途中上御霊前通付近で堀川通と合流・分岐し、今出川通から元誓願寺通、竹屋町通から押小路通（二条城）、花屋町通から七条通（西本願寺）で中断する。
ほぼ全線にわたり住宅街の中を通る、通行量の少ない通りである。

## 沿道の主な施設
- 玄武神社
- 妙蓮寺
- 二条城北大手門
- 京都東急ホテル（正面は反対側の堀川通）
- 西本願寺
- 龍谷大学大宮学舎
- タキイ種苗
- 京都みなみ会館